# 石谷源蔵
石谷 源蔵（いしたに げんぞう、1858年10月14日〈安政5年9月8日〉 - 1932年〈昭和7年〉1月31日）は、日本の林業家、政治家、実業家。因幡木材合資会社代表社員。鳥取電燈常務取締役。智頭杉で知られる「智頭林業育ての親」とされる。

## 経歴
1858年10月14日（安政5年9月8日）、因幡国智頭郡智頭宿（現・鳥取県八頭郡智頭町）に生まれた。庄屋を務めた石谷槌五郎の長男である。

### 林業家として
文化文政期頃、祖父の代から石谷家は植林を進めていた。源蔵は後に石谷家の家督を相続し、林業近代化と地域振興に尽くした。大和国吉野地方（現・奈良県）を訪れて実生苗の生産や造林技術の研究を行い、スギの実生苗の大量生産に成功した。
また、九州地方の木材運搬技術を研究し、1887年（明治20年）には木馬施設を工夫して智頭に導入した。1905年（明治38年）には八頭郡の同業者らを集めて八頭郡木材同業組合を結成し、自身は組合長となって品質向上や販路拡張に取り組んだ。
1912年（明治45年）には因幡木材合資会社を設立し、鳥取県の材木工場として初めて動力製材機を導入した。さらには、和紙の原料であるミツマタや薬用植物のオウレンの栽培を奨励したり、木炭から酢酸を製造したりするなどし、山間部の人々が現金収入を得る仕組みを構築した。

### 政治家として
1889年（明治22年）、智頭郡内で推されて鳥取県会議員に就任した。1897年（明治30年）、39歳の若さで鳥取県会議長に就任した。八頭郡会議長、地方森林議員などの役職も歴任した。
1932年（昭和7年）に73歳で死去した。

## 家族・親族
石谷家
- 父・槌五郎[3]
- 長男・源十郎[7]（1876年 - ?、鳥取県多額納税者、農業、八頭銀行頭取、鳥取県会議員、智頭町会議員）[8]
  - 同妻・いし（1877年 - ?、日本郵船紐育支店長・石谷貞次郎の姉）[7]
- 三男[3]
- 五男[3]
- 六男・直治（1890年 - ?、智頭郵便局長）[3][5]
  - 同妻・のぶ（1896年 - ?、平福銀行取締役頭取・原田耕造次女）[7]
- 七男・武雄（1895年 - ?、鳥取、福田哲蔵の養子）[3][9] - 第百銀行員である[9]。
- 長女・くら（1888年 - ?、原田耕造次男・德の妻）[3]
- 孫[7]